# AV1
AOMedia Video 1 (AV1) — открытый стандарт сжатия видео, предназначенный для кодирования видео, передаваемого по сети Интернет. Разрабатывается некоммерческой организацией Alliance for Open Media, созданной в 2015 году и состоящей из компаний, занимающихся производством электроники (AMD, Apple, ARM, Broadcom, Intel, Nvidia), распространением видео по запросу (Apple, Amazon, Facebook, Google, Hulu, Netflix), разработкой веб-браузеров (Apple, Google, Mozilla, Microsoft).
По оценкам инженеров Facebook, AV1 позволяет на 50 % уменьшить битрейт при одинаковом качестве по сравнению с H.264, и на 30 % — по сравнению с VP9, при этом — чем выше разрешение, тем эффект сжатия лучше. Включение аппаратной поддержки AV1 позволяет получить преимущества улучшенного видеокодека, перенеся работу по декодированию с программного обеспечения на GPU (особенно это важно для ноутбуков, так как позволяет снизить энергопотребление).

## Использование
Разработчики предлагают использование AV1 в связке с аудиокодеком Opus и медиаконтейнером WebM для проигрывания видео на сайтах с HTML5 или для WebRTC. Как и его предшественник VP9, AV1 может использоваться внутри файлов-контейнеров WebM вместе с аудиоформатом Opus. Эти форматы поддерживаются многими веб-браузерами, за исключением Safari (поддерживает только Opus).
Ожидается, что члены Альянса будут заинтересованы в принятии формата, как только стандарт будет заморожен[прояснить].
Начиная с ноября 2017 года ночные сборки веб-браузера Firefox содержат предварительную поддержку AV1. Разработчики Mozilla в апрельском интервью обещали поддержку AV1 в Firefox включённой по умолчанию к концу 2018 года.
Медиаплеер VLC, начиная с версии 3, выпущенной в феврале 2018, содержит экспериментальный декодер AV1.
Google уже добавила поддержку аппаратного декодера AV1 в браузер Chrome под Windows 10 и в YouTube; работа с Twitch ведётся. В 2020 году YouTube начал показывать видео с разрешением 8K c поддержкой AV1.
Netflix планирует быть в числе первых компаний, использующих AV1; там заявили, что AV1 будет их основным кодеком следующего поколения.
В 2019 году Microsoft выпустила расширение AV1 Video в Microsoft Store; это расширение позволяет проигрывателям под Windows 10 воспроизводить видео, которое было закодировано с использованием стандарта кодирования видео AV1.
Ожидается, что начальная аппаратная поддержка кодирования будет выполняться на графических ускорителях общего назначения; устройства с полноценной аппаратной поддержкой должны появиться спустя 12—18 месяцев после заморозки стандарта, а их вывод на рынок займёт ещё полгода.
В 2018 году AOM объявил о публичном выпуске бесплатной спецификации AOMedia Video Codec 1.0 (AV1); в 2020 г. он стал стандартом для ПК с Windows 10 (Microsoft объявила, что осенью поддержка аппаратного декодирования AV1 станет стандартом для новых систем Windows 10 с последними графическими ускорителями).

### В программном обеспечении
- Firefox Nightly (с ноября 2017)[18]
- Google Chrome Stable (с версии 70.0.3538.67 в октябре 2018)[19]
- VLC медиаплеер (с версии 3.0 в феврале 2018)[20]
- GStreamer (с версии 1.14)[21]
- FFmpeg (с версии 4.0)[22][23]
- MKVToolNix (с версии 22)[24][25]
- MediaInfo (с версии 18.03)[26]
- K-Lite Codec Pack Mega (MPC-HC) (с версии 14.6.0)
- OBS studio (с версии 29, выпущена 7 января 2023)

### В аппаратном обеспечении
В 2020 году поддержка аппаратного декодирования AV1 появилась в видеокартах серии NVIDIA GeForce 30 и AMD Radeon RX 6000 (кроме карт на чипе Navi 24), а также во встроенной графике процессоров Intel 11-го поколения (Tiger Lake и Rocket Lake).
В некоторых чипах для медиаплееров и телевизоров также поддерживается аппаратное декодирование AV1 в разрешении 4K или 8K (например, Realtek RTD1311 и RTD2893).
В 2022 году была реализована поддержка аппаратного кодирования AV1 в видеокартах серии NVIDIA GeForce 40 (Ada Lovelace), AMD серии RX 7000 (RDNA 3) и Intel Arc A (Alchemist).

## AV1 Image File Format (AVIF)
AV1 Image File Format (AVIF) — разрабатываемый свободный формат сжатия изображений с потерями качества, основанный на библиотеке для сжатия кадров AV1. Данный подход также используется в HEIF (основанный на HEVC) и WebP (VP8).
Формат поддерживает HDR, WCG и SDR.

### Функциональность
- Использование библиотеки сжатия кадров кодека AV1
- Хранение нескольких изображений
- Анимация
- Миниатюра изображения
- Прозрачность (альфа-канал)
- EXIF